# Станіслав Вінцентій Яблоновський
Станіслав Вінцентій Яблоновський (пол. Stanisław Wincenty Jabłonowski, 1692 / січень 1694 — 25 вересня 1754, Любартів) — князь Священної Римської імперії з 16 / 30 квітня 1744 р., державний діяч Речі Посполитої (сенатор), військовик, поет, меценат. Кавалер ордену Білого Орла, Святого Духу.

## Життєпис
Син великого коронного канцлера (1706—1709) Яна Станіслава Яблоновського та його дружини Жанн Марі (Іоанни Марії) маркізи де Бетюн-Шабрі.
Навчався в колегіумі єзуїтів у Львові. Правдоподібно, деякий час перебував при дворі Станіслава Лєщиньського в Крулевці. Після повернення додому став равським воєводою. 1742 р. на раді сенату у Всхові було порушено питання Курляндського трону, 21 травня виступив з довгою промовою, в котрій вимагав від польського посла в Санкт-Перербурзі інтервенції. 1742 року був у Дрездені, як близький родич Марії Лєщиньської, був допущений до таємних нарад дрезденського двору, спрямованих проти Прусії. Потім виїхав до Парижа. Не хотів бути гіршим від кузина Я. А. Яблоновського, тому виробив собі титул князя Священної Римської імперії з 16 квітня 1744 р. Хворобливий, іпохондрик, незадоволений життям (через, як здавалось, несправедливий поділ майна родичами).

Граф і барон у Богушовці, Більшівцях, Линеві, Плужному та Кривині, князь в Острозі, Нижневі, Ракаці.

Посади: воєвода равський (Рава-Мазовецька, Польща, 1735), староста білоцерківський (з 1722 р.), межиріцький (з 1731 р.), свіцький.
Був власником Бурштина. Фундатор побудови монастиря отців паулінів у Нижневі на Тлумаччині (1740), також кількох костелів та каплиць для францисканців, василіян, піярів. Опублікував кілька праць.
Був похований у Ченстохові у власній фундованій каплиці.

## Сім'я

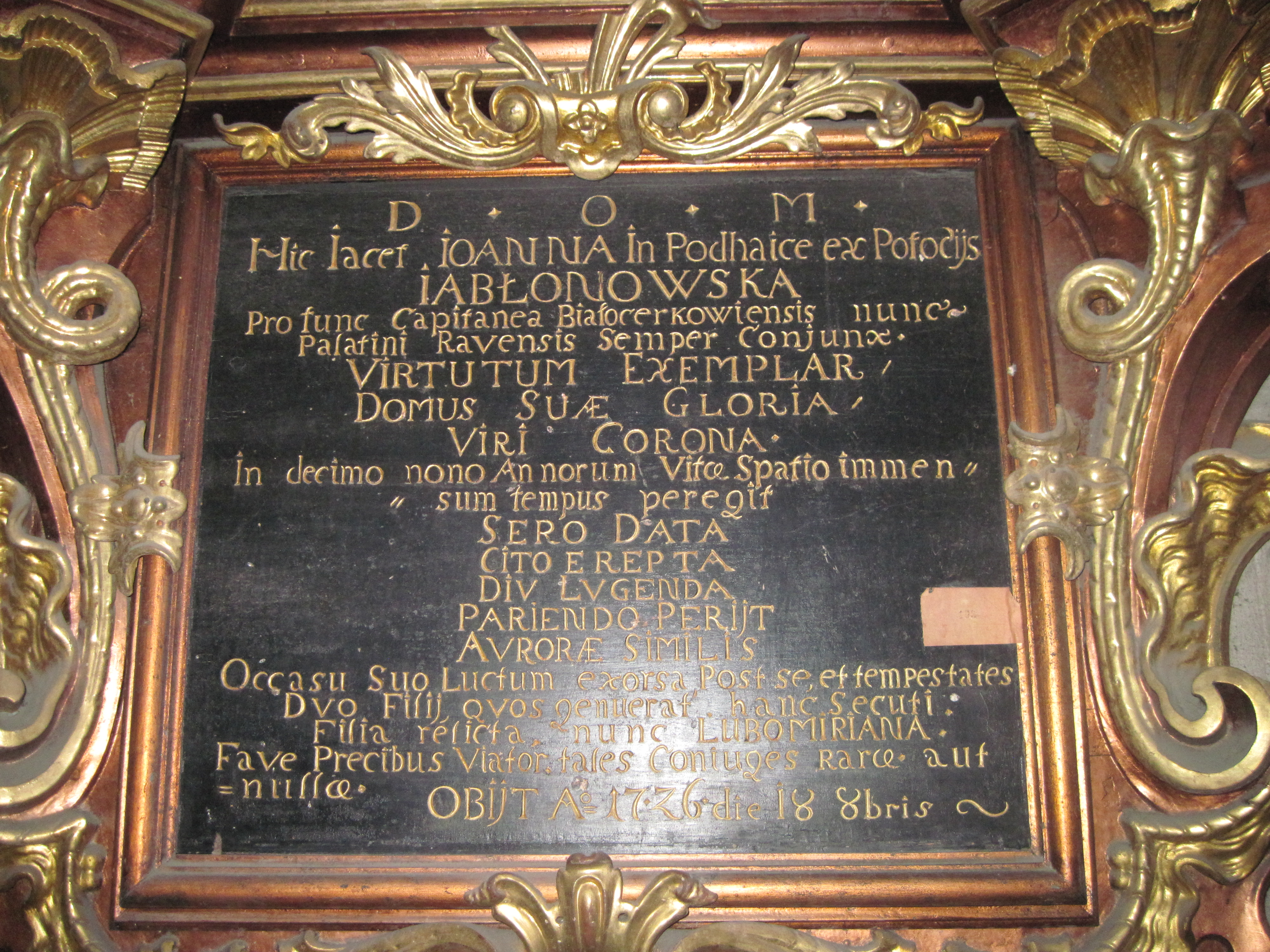
Пам. дошка Йоанні Яблоновській, костел єзуїтів, Львів, 2014

Перша дружина — Йоанна (або Марія Йоанна з Потоцьких (пом. 1726) — дочка старости грабовецького, тлумацького Єжи Потоцького, сестра Пелаґії Потоцької — дружини каштеляна львівського Юзефа Потоцького. Була похована в криптах костелу єзуїтів у Львові, де збереглась присвячена їй пам'ятна дошка. Діти:
- Ян Непомуцен (пом. 1740), у костелі в Межирічі-Корецькому був його надгробок
- Феліція — перша дружина литовського підстолія князя Юзефа Любомирського.

Друга дружина Дорота з Бронішів гербу Венява, донька маршалка конфедерації Великопольської. Діти:
- Маріанна (Марія), друга дружина князя князя Юзефа Любомирського
- Антоній Барнаба[3].